# Paul Kunze
Paul Kunze (25 de dezembro de 1904 – 16 de julho de 1983) foi um esgrimista holandês que participou dos Jogos Olímpicos de Verão de 1924, de 1928 e de 1936, sob a bandeira dos Países Baixos.